# Forat vertebral
En una vèrtebra típica, el forat vertebral és el forat (obertura) format pel segment anterior (el cos), i la part posterior, l'arc vertebral.
El forat vertebral comença a la vèrtebra cervical (C1 o atles) i continua per sota de la l'última vèrtebra lumbar (L5).
El forat vertebral alberga la medul·la espinal i les seves meninges. Aquest gran túnel que puja i baixa dins de totes les vèrtebres conté la medul·la espinal i normalment s'anomena canal vertebral, no forat vertebral.